# Bożiczen
Bożiczen (bułg. Божичен) – wieś w Bułgarii, w obwodzie Ruse, w gminie Iwanowo. Według danych szacunkowych Ujednoliconego Systemu Ewidencji Ludności oraz Usług Administracyjnych dla Ludności, 15 czerwca 2020 roku miejscowość liczyła 261 mieszkańców.